# Manchester City FC
Manchester City Football Club är en engelsk professionell fotbollsklubb i Manchester, England, som spelar i Premier League. Klubben grundades 1880 som St. Mark's (West Gorton). 1884 bytte klubben namn till Gorton AFC, 1887 till Ardwick AFC och 1894 fick klubben sitt nuvarande namn. Sedan 2003 spelar Manchester City sina hemmamatcher på City of Manchester Stadium (Etihad Stadium). 1923 till 2003 var Maine Road klubbens hemmaarena. Klubben började använda sina himmelsblåa hemmatröjor 1894, vilket laget har använt sedan dess.
Manchester City har blivit engelska ligamästare tio gånger, Uefa Champions League-mästare en gång, FA-cupmästare sju gånger och ligacupmästare åtta gånger. Man har även vunnit Community Shield sju gånger, Uefa Super Cup en gång och Cupvinnarcupen en gång. Forbes rankade i maj 2023 klubben som femte rikast i världen, till ett värde av 4,99 miljarder dollar.
2008 köptes Manchester City av Abu Dhabi United Group för 210 miljoner pund (cirka 2,5 miljarder kr) och fick betydande ekonomiska investeringar i både spelande personal och lokaler. Exempelvis byggdes Etihad Campus för 150 miljoner pund (1,7 miljarder kr) i östra Manchester där klubben numera har sitt säte. Under ledning av Pep Guardiola vann klubben Premier League 2018 och blev det enda Premier League-laget någonsin som uppnådde 100 poäng på en enda säsong. År 2019 vann City fyra troféer, där de fullbordade ett aldrig tidigare skådat ”svep” av alla inhemska troféer i England och blev det första engelska herrlaget som vann den inhemska trippeln.

## Historia

### Grundandet: 1880–1900
Den första tanken på att starta fotbollsklubben kom i slutet av 1800-talet i St. Mark's Church, en kyrka i West Gorton i Manchester. 1880 grundades St. Mark's, som klubben först kom att heta. Anna Coonell var en av grundarna av fotbollsklubben. Hon föddes 1855 och hennes far Arthur verkade som kyrkoherde i St. Mark's 1865. Arbetslösheten och fattigdomen var utbredd i området. I januari 1879 öppnade Arhur ett soppkök och när Anna blev vuxen började även hon att arbeta med välgörenhet. Det rådde mycket etniska och religiösa konflikter i området och det var regelbundet bråk mellan de olika grupperna. West Gorton var ett område där det rådde trängsel, misär och det var dåliga förhållanden mellan fattiga och rika. Anna led av alla problem som rådde i området och de förhållanden som människorna levde under. Hon ville ge de lokala männen något att göra för att hålla dem borta från problem och särskilt från puben. Hon trodde att bildandet av en fotbollsklubb skulle bidra till att förbättra gemenskapen och minska problemen. Med hjälp av William Beastow och Thomas Goodbehere från Brooks Union Ironworks grundade hon en rad klubbar. Hon tros vara den enda kvinnan i världen som har grundat en fotbollsklubb. 

Klubbens första noterade match inträffade den 13 november 1880, mot ett kyrkligt lag från Macclesfield. St. Marks förlorade matchen med 2–1 och vann bara en match under sin första säsong 1880/81, över Stalybridge Clarence i mars 1881.

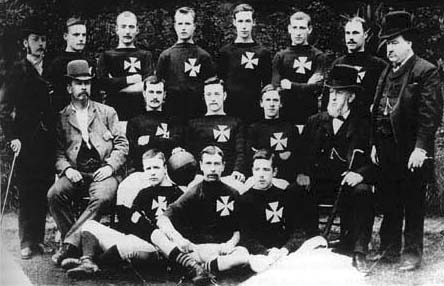
St Marks (Gorton) 1884.

1884 bytte klubben namn till Gorton AFC och 1887 till Ardwick AFC. 1892 var Ardwick med och grundade The Football Leagues Second Division och två år senare fick klubben sitt nuvarande namn.

City vann andra divisionen 1899; vilket genererade en uppflyttning till den högsta nivån i engelsk fotboll, First Division och därmed klubbens första titel. City första stora titel kom 1904 då man slog Bolton Wanderers med 1–0 i FA-cupfinalen. Därmed blev klubben den första från Manchester att vinna en stor titel. Laget slutade även tvåa i ligan den säsongen.

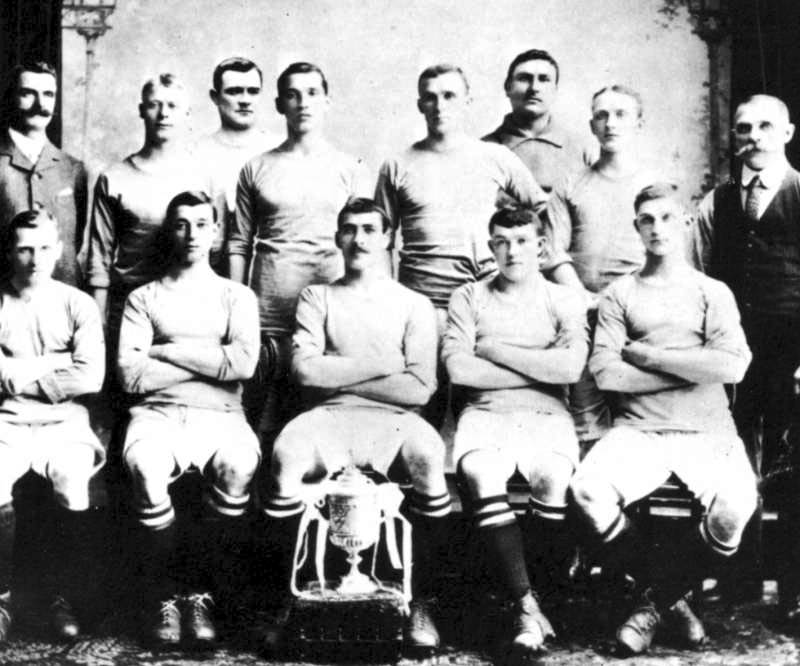
City-truppen som bärgade klubben första stora titel, FA-cupen 1904.

En brand vid klubbens dåvarande hemmaplan, Hyde Road, förstörde huvudläktaren 1920 och tre år senare flyttade klubben till sin nya specialbyggda arena  Maine Road i Moss Sidem, Manchester.

### Storklubbsanda: 1900–2000

Klubbens ligaplaceringar från och med 1892.

1937 vann City ligan för första gången, vilket klubben följde upp med att åka ur högsta divisionen året efter (City är den enda mästarklubben i England som har gjort det). 1956 vann man FA-cupen på nytt. Med spelare som Neil Young och Mike Summerbee vann City ligan 1968, FA-cupen 1969 och Cupvinnarcupen 1970. Den 27 juli 1972 besökte Manchester City Östersund i en träningsmatch mot Ope IF (8–0 till City), inför en rekordpublik på 5 500 personer, som första brittiska storklubb på jämtländsk mark.
1998 nådde klubben ett lågvattenmärke när den för första gången flyttades ned till Division Two, då tredje högsta nivån i engelsk ligafotboll. Redan året därpå gick de upp igen men efter stor dramatik; i den avgörande kvalmatchen mot Gillingham gjorde Paul Dickov 2–2 i 95:e minuten och City vann på straffar.

### Storhetseran: 2008–nutid
Den 21 juni 2007 lyckades Thailands före detta premiärminister Thaksin Shinawatra, som nyligen avsatts i en statskupp, köpa in sig i Manchester City. Den 6 juli tog han över 75 % av aktierna i klubben och även ordförandeskapet. Under sin tid som premiärminister hade han misslyckats med att köpa en majoritet i Fulham och Liverpool. 
Shinawatras mål var att genom spektakulära spelarköp göra City till Englands bästa klubb. Till tränare handplockades Sven-Göran Eriksson. Ett par thailändska spelare skulle få chansen i laget och City besökte Thailand för uppvisningsmatcher. Trots att City säsongen 2007/2008 gjorde sin bästa säsong på många år tröt Shinawatras tålamod när titlarna uteblev. Eriksson entledigades från tränarposten efter säsongen. 
Shinawatra hade på grund av korruptionsanklagelser i hemlandet fått större delen av sina tillgångar frysta och saknade nu resurser att satsa stora pengar i klubben. Den 1 september 2008 sålde han 90% av klubbens aktier till Abu Dhabi United Group (ADUG), ett emiratiskt investmentbolag nära knutet till landets kungafamilj. 
Efter övertagandet beräknades ADUG:s tillgångar beräknades vara minst tio gånger större (uppemot fyra biljoner kr) än multimiljardären Roman Abramovitjs som då ägde Chelsea. ADUG var emellertid fristående från ADIA (Abu Dhabi Investment Authority), världens största statliga investeringsfond som investerar intäkterna från Förenade Arabemiratens oljeinkomster.
Manchester City hade genom åren haft mycket mindre framgångar än lokalrivalerna Manchester United. ADUG:s talesman Dr Sulaiman Al-Fahim gjorde snabbt klart att målsättningen för de nya ägarna var att göra Manchester City till världens bästa och största fotbollsklubb och man var också beredd att spendera enorma summor pengar för att nå dit. Redan samma dag som de köpte klubben värvades Robinho från Real Madrid för 32 miljoner pund, cirka 380 miljoner kr, trots att Chelsea trodde sig ha en överenskommelse med Real Madrid klar.
Det arabiska investmentbolagets övertagande av Manchester City väckte skepsis och oro bland många fotbollsvänner världen över. En del menade att det var en fara för fotbollen när allt fler klubbar, framförallt i Premier League, togs över av ägare med i stort sett obegränsade resurser. Skeptikerna menade till exempel att konkurrenskraften mellan klubbarna urholkades totalt då klubbar som saknade dylika ägare aldrig skulle komma ha en chans på transfermarknaden jämfört med klubbar som ägdes av multimiljardärer eller i Manchester Citys fall, biljonärer. 

Klubben tog sin första titel under de nya ägarna när man vann FA-cupen 2011, detta efter att man slagit Stoke City med 1–0 på Wembley Stadium. Yaya Toure stod för matchens enda mål i den 74:e minuten.

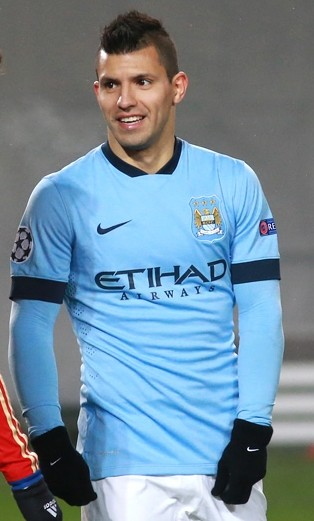
Sergio Agüero, som spelade i City mellan 2011 och 2021, är idag klubbens meste målskytt genom tiderna.

Säsongen 2011/2012 lyckades City vinna Premier League för första gången sedan 1968. Avgörandet kom i den sista omgången då City toppade ligan på samma poäng som Manchester United, men med bättre målskillnad. De ljusblåa tog emot Queens Park Rangers som kämpade för att behålla sin plats i ligan; United hade en lättare match mot Sunderland som inte hade någon placeringsmässig betydelse att spela för. När United hade spelat färdigt och vunnit sin match, och Citys match gått in på övertid, verkade 44 års längtan av fans och klubben efter en ny titel vara långt borta då City låg under med 1–2. Laget fick nya krafter vid 2–2 via nick på hörna av Edin Džeko någon minut före full tid. Sergio Agüeros avgörande mål på övertid gav City titeln och ett vilt målfirande bröt ut på City of Manchester Stadium. 
I maj 2013 tillkännagavs att klubben gått in som majoritetsägare i en ny klubb i Major League Soccer (MLS), New York City FC. Basebollklubben New York Yankees är minoritetsägare.
Säsongen 2013/2014 vann klubben Premier League för andra gången på tre år. Liverpool såg länge ut att vinna ligan för första gången sedan 1990, men i den näst sista omgången tappade de en ledning på 3–0 till 3–3 mot Crystal Palace och när Manchester City samtidigt vann mot Aston Villa gick man om Liverpool.
Säsongen 2020/21 kammade City hem ligatiteln komfortabelt efter att man vunnit ligan med tolv poängs försprång över tvåan och ärkerivalen Manchester United.   
City försvarade ligatiteln säsongen 2021/22 efter ett tätt titellopp med rivalen Liverpool. Det såg ut som att City skulle tappa ligatiteln till dem under de två sista omgångarna. City spelade borta mot West Ham United i den näst sista omgången där West Ham tog ledningen med 2–0 inför halvlek. City återhämtade sig under den andra halvleken och gjorde två mål vilket innebar att man fick med sig en viktig poäng från London. I den sista omgången mot Aston Villa på City of Manchester Stadium såg det däremot ut som att City skulle tappa ligatiteln till Liverpool. City var tvungna att vinna sin match men efter att Aston Villa tagit ledningen med 2–0 såg det mörkt. I den 76:e matchminuten gjorde City sitt första mål för matchen och under loppet av fem minuter hade man vänt ett 0–2-underläge till en 3–2-vinst. I och med detta tog City sin åttonde ligatitel i klubbens historia.
Säsongen 2022/23 visade sig vara den största i klubbens historia. City vann sin tredje raka Premier League-titel, FA-cupfinalen mot rivalerna Manchester United, och viktigast av allt, deras första Uefa Champions League-titel. Därmed var den sensationella trippeln vunnen. Vägen till Champions League-segern inkluderade övertygande segrar över de ständiga favoriterna och europeiska jättarna Bayern München och Real Madrid. I finalen slog man Inter med 1–0 efter ett mål av Rodri i den andra halvleken.

## Klubbmärke, matchtröjor och färger
Manchester Citys hemmafärger är himmelsblå och vita. Det traditionella färgerna för bortatröjorna har varit rödbruna eller (från 1960-talet) röda och svarta; de senaste åren har dock flera färger använts. Ursprunget till klubbens hemmafärger är oklart, men det finns bevis på att klubben har använt blått sedan 1892 eller tidigare. Ett häfte med titeln Famous Football Clubs - Manchester City som publicerades på 1940-talet indikerar att West Gorton (St. Marks) ursprungligen spelade i scharlakansröd och svart. Rapporter från 1884 beskriver att laget bar svarta tröjor med ett vitt kors som visar klubbens kyrkliga ursprung.
City har tidigare använt tre andra märken på sina tröjor innan deras nuvarande märke som implementerades 2016. Det första, som introducerades 1970, baserades på mönster som hade använts på officiell klubbdokumentation sedan mitten av 1960-talet. Den bestod av ett cirkulärt märke som använde samma sköld som det nuvarande märket, inuti en cirkel med namnet på klubben. 1972 ersattes detta av en variant som ersatte den nedre halvan av skölden med en röd Lancashire-ros.
Vid tillfällen då Manchester City spelade en stor cupfinal, bar klubben tröjor med ett märke av centrala Manchester, som en symbol för stolthet över att representera staden vid ett större evenemang. Denna praxis härstammar från en tid då spelarnas tröjor normalt inte hade något märke av något slag. Klubben har sedan dess dock övergivit detta. Under FA-cupfinalen 2011, Citys första under 2000-talet, använde City det vanliga märket med en speciell utformning, men Manchester-vapnet inkluderades som en liten monokrom logotyp i siffrorna på baksidan av spelarnas tröjor.
Ett nytt klubbmärke antogs 1997 som ett resultat av att det tidigare märket inte var berättigat till registrering som ett varumärke. Detta märke baserades på Manchesters stadsvapen och bestod av en sköld framför en kungsörn. Örnen är en gammal heraldisk symbol för staden Manchester. En kungsörn lades till stadens märke 1958 (men har nu tagits bort), vilket representerade den växande flygindustrin. Skölden har ett skepp på sin övre halva som representerar Manchester Ship Canal, och tre diagonala ränder i den nedre halvan som symboliserar stadens tre floder - Irwell, Irk och Medlock. Märkets botten bar mottot Superbia in Proelio (latin: "Stolthet i strid"). Ovanför örnen och skölden fanns tre rent dekorativa stjärnor.
Efter att i flera år fått kritik för utformningen av 1997 års märke, meddelade klubben den 15 oktober 2015 att de avsåg att samråda med fansen huruvida de skulle införa ett nytt. I slutet av november fastställdes det att märket skulle ersättas med ett som skulle utformas i stil med de äldre, cirkulära varianterna. Det nya klubbmärket läcktes oavsiktligt ut två dagar innan det officiellt invigdes 26 december 2015 i samband med klubbens hemmamatch mot Sunderland.

### Leverantörer av matchställ och tröjsponsorer
| Period    | Kitleverantör  | Tröjsponsor (bröst) | Tröjsponsor (ärm) |
| --------- | -------------- | ------------------- | ----------------- |
| 1974–1982 | Umbro          | Ingen sponsor       | Ingen sponsor     |
| 1982–1984 | Umbro          | Saab                | Ingen sponsor     |
| 1984–1987 | Umbro          | Philips             | Ingen sponsor     |
| 1987–1997 | Umbro          | Brother             | Ingen sponsor     |
| 1997–1999 | Kappa          | Brother             | Ingen sponsor     |
| 1999–2002 | Le Coq Sportif | Eidos               | Ingen sponsor     |
| 2002–2003 | Le Coq Sportif | First Advice        | Ingen sponsor     |
| 2003–2004 | Reebok         | First Advice        | Ingen sponsor     |
| 2004–2007 | Reebok         | Thomas Cook         | Ingen sponsor     |
| 2007–2009 | Le Coq Sportif | Thomas Cook         | Ingen sponsor     |
| 2009–2013 | Umbro          | Etihad Airways      | Ingen sponsor     |
| 2013–2017 | Nike           | Etihad Airways      | Ingen sponsor     |
| 2017–2019 | Nike           | Etihad Airways      | Nexen Tire        |
| 2019–     | Puma           | Etihad Airways      | Nexen Tire        |

### Tillverkare av matchställ
| Kitleverantör | Period    | Tillkännagivande datum | Avsett kontraktstid           | Värde                               | Noter                                                  |
| ------------- | --------- | ---------------------- | ----------------------------- | ----------------------------------- | ------------------------------------------------------ |
| Umbro         | 2009–2013 | 4 juni 2009            | 2009–2019 (10 år)             | £2.5m per år (cirka 29 miljoner kr) | Umbros-kontrakt överfördes till moderbolaget Nike 2013 |
| Nike          | 2013–2019 | 4 maj 2012             | 2013–2019 (6 år)              | £20m per år (cirka 232 miljoner kr) |                                                        |
| Puma          | 2019–2029 | 28 februari 2019       | Juli 2019 – Juli 2029 (10 år) | £65m per år (cirka 756 miljoner kr) |                                                        |

## Stadium

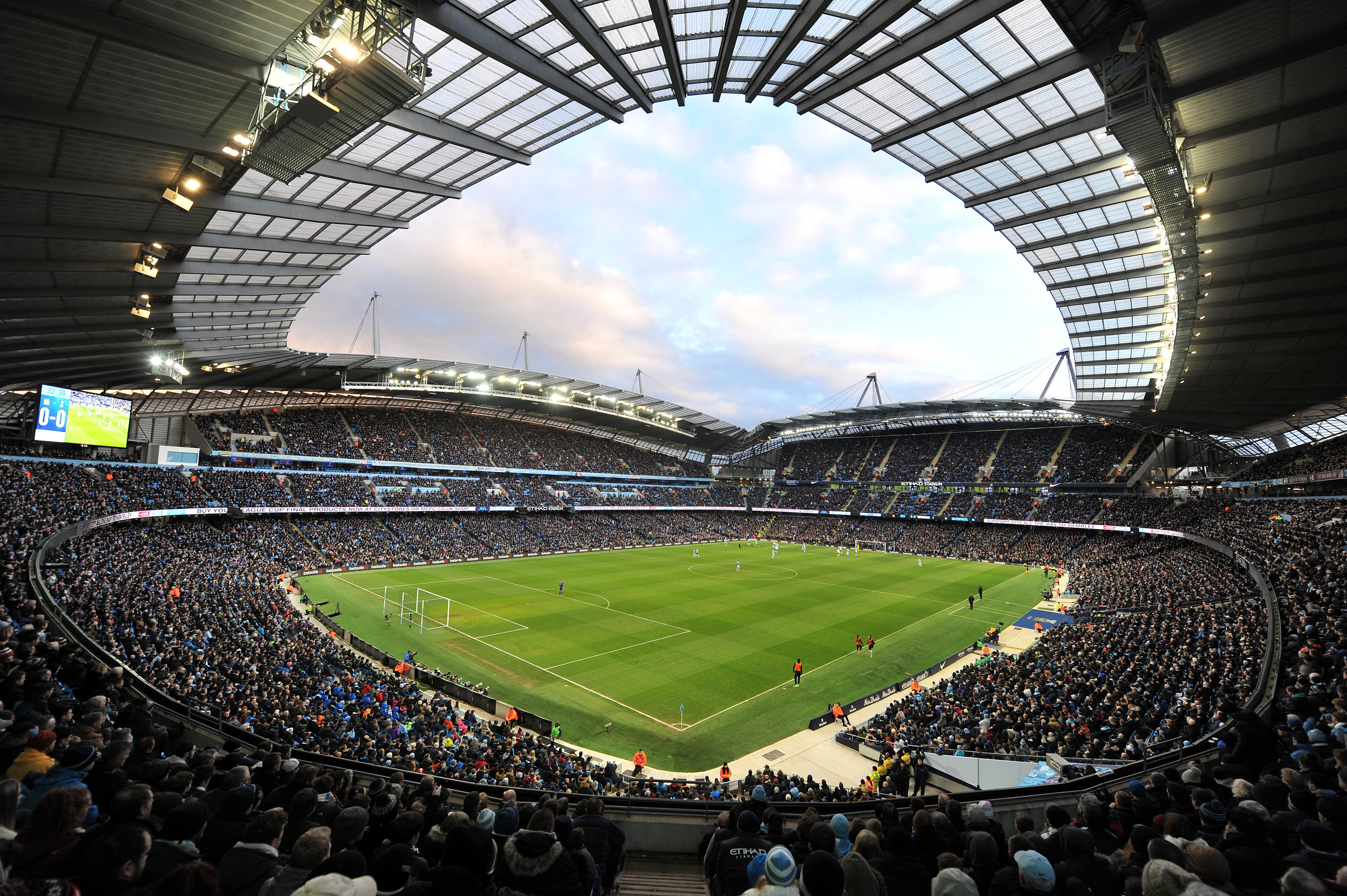
City of Manchester Stadium – Manchester Citys hemmaplan sedan 2003.

City of Manchester Stadium ligger i östra Manchester, men är mer känd som Etihad Stadium sedan 2011 av sponsringsskäl, är på ett 200-årigt hyresavtal från den lokala myndigheten, Manchester City Council. Arenan har varit Citys hemmaplan sedan slutet av säsongen 2002/03, då klubben flyttade från Maine Road. Innan Manchester City flyttade till arenan spenderade de över 30 miljoner pund för att konvertera det till fotbollsanvändning. Manchester City spelade sin första match på arenan när FC Barcelona gästade för att spela en vänskapsmatch 2003. Matchen slutade med en 2–1-seger för hemmalaget. Arenan byggdes ut inför säsongen 2015/16, vilket gjorde att 7 000 nya sittplatser lades till. Den nuvarande kapaciteten ligger på 55 097 åskådare. En tredje nivå i North Stand har planeringsgodkännande, vilket ökar kapaciteten till cirka 61 000. 
Efter att ha spelat hemmamatcher på fem olika arenor mellan 1880 och 1887 bosatte sig klubben på Hyde Road Football Stadium, där man stannade i 36 år. En brand 1920 som skadade det mesta av arenan gjorde att klubben flyttade till Maine Road tre år senare. Maine Road, med sitt smeknamn "Wembley of the North" av dess designer, var värd för den största publiken i engelsk klubblagshistoria när 84 569 åskådare såg en FA-cupmatch mot Stoke City den 3 mars 1934 som slutade lika. Även om Maine Road byggdes om flera gånger under sin 80-åriga livslängd, begränsades kapaciteten 1995 till 32 000, vilket ledde till att sökandet efter en ny mark, där en ny, större och fräschare arena kunde byggas.

## Supportrar
Sedan City flyttade till City of Manchester Stadium har klubbens publiksnitt varit bland de sex bästa i England, vanligtvis över 40 000. Till och med i slutet av 1990-talet, när City degraderades två gånger på tre säsonger och spelade i den tredje nivån av engelsk fotboll (nu EFL League One), var publiksnittet runt 30 000. Forskning utförd av Manchester City år 2005 uppskattade att klubben hade en supporterskala på 886 000 i Storbritannien och totalt över 2 miljoner i världen, även om den siffran sedan köpet av klubben av Sheikh Mansour och Citys senaste prestationer har ökat till många gånger den storleken.
Manchester Citys officiella supporterklubb är Manchester City F.C. Supporters Club (1949), som bildades genom en sammanslagning av de två befintliga organisationerna år 2010: Official Supporters Club (OSC) och Centenary Supporters Association (CSA). City-fansens favoritlåt är en tolkning av Blue Moon, som trots sitt melankoliska tema är bältad ut med bravur som om det vore en heroisk hymn. 
Citys supportrar tenderar att tro på att oförutsägbarhet är en typiskt grej hos deras lag, vilket man enkelt brukar kalla "typical City" (sv: typiskt City). Det finns flera olika händelser som fansen betraktar som "typiskt City", detta inkluderar att klubben är de enda regerande engelska mästarna som någonsin har blivit degraderade säsongen därpå (1938), det enda laget som både gjort och släppt in över 100 mål under en och samma säsong (1957/58), eller ett nyare exempel där City var det enda laget som slog Chelsea i ligan 2004/05, men samtidigt slogs ut av Oldham Athletic i FA-cupen, ett lag som spelade två divisioner under City.
Citys supportrar är även kända för att göra dansen "The Poznań", vilket innebär att supportrarna står med ryggen mot planen, lägger armarna på axlarna på personerna bredvid sig och hoppar.

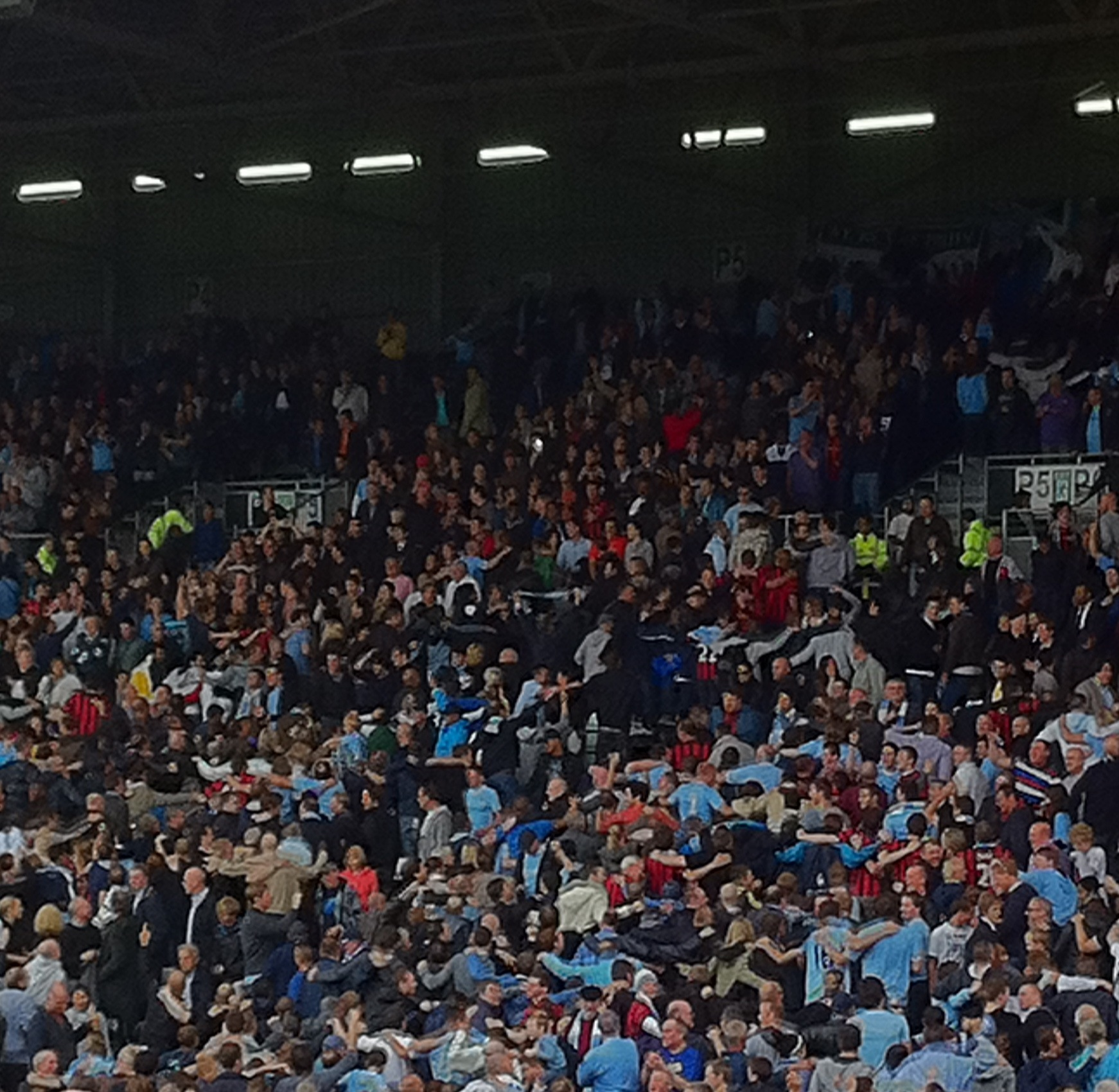
City supportrar gör "The Poznań" efter att laget gjort mål mot Fulham på Craven Cottage, september 2011.

## Rivaler

### Manchester-derby
Manchester Citys ärkerivaler är stadskonkurrenten Manchester United. United spelar sina hemmamatcher på Old Trafford som ligger cirka 6,4 km ifrån City of Manchester Stadium. Dock ligger inte Uniteds hemmaplan i Manchester, utan i grannstaden Salford. Etihad Stadium ligger däremot centralt i östra Manchester.

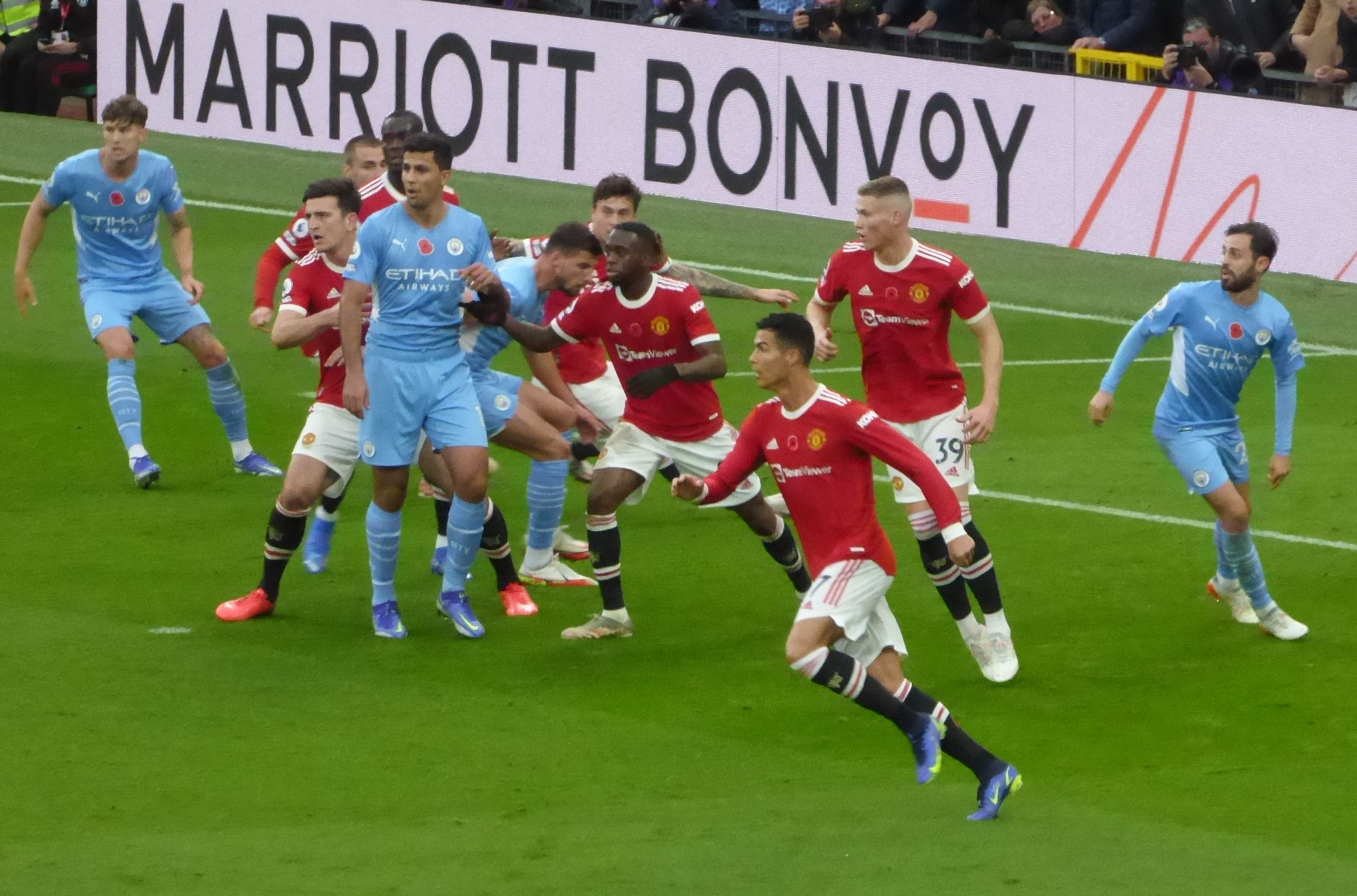
City möter United på Old Trafford, 6 november 2021.

Även om United länge var den ledande klubben i staden under 1900-talet och början på 2000-talet var Manchester City först med att vinna en titel, då man vann FA-cupen 1904. Ska man hitta den första matchen som någonsin spelades mellan klubbarna får man backa bandet ända till den 12 november 1881 då St. Mark's (West Gorton) – som sedan kom att blev Manchester City – tog emot Newton Heath LYR – som sedan kom att blev Manchester United. Matchen slutade 3–0 till Newton Heath (Manchester United). Vid denna tid var klubbarna bara två i mängden av många nyblivna klubbar i Manchester-området och matchen hade ingen större betydelse. Det första fotbollsligamötet mellan lagen kom under säsongen 1894–95, då Newton Heath slog Manchester City med 5–2 på Hyde Road.
Lagen har spelat mot varandra 185 matcher i alla olika slagstävlingsformer, United står noterade för 77 vinster och City 55, och de återstående 53 oavgjort. Både City och United är bland de mest framgångsrika klubbarna i England har sammanlagt vunnit 94 titlar: Manchester United 66 och Manchester City 28. Sedan 2010-talet har dock City vunnit 16 titlar kontrat mot United som vunnit 9. 
Fastän Uniteds fans utan tvekan ser rivaliteten mellan Liverpool och dem som en större rival, är de flesta City-supportrar överens om att United är deras främsta rivaler. Matcherna mellan City och United har återhämtat sig de senaste åren då Manchester City återupplevt som ett av de bästa lagen i England efter deras korta frånvaro från Premier League i slutet av 1900-talet.
Supportrar till City har i många år hävdat att de är det ”äkta” Manchesterlaget och att United bara följs av medgångssupportrar, influgna asiater och så kallade Cockney Reds från London.

### Rivalitet med Liverpool
Manchester City delar även en stor rivalitet med Uniteds ärkerival Liverpool. Matcherna mellan City och Liverpool anses vara en av de största rivaliteterna inom föreningsfotboll de senaste åren. Rivaliteten mellan City och Liverpool är hyfsad ny, detta då båda lagen har gått och blivit topplag under de senaste decennierna. En annan stor faktor till att matcherna mellan klubbarna är så pass stora är att det endast är cirka 50 minuter bilfärd från Manchester till Liverpool. Dock ser även här Liverpools supportrar att rivaliteten mellan dem och United är större än den med City.
Pep Guardiola från Manchester City och Jürgen Klopp från Liverpool var tränare under den tid då rivaliseringen mellan de två klubbarna intensifierades. Under säsongen 2018/19 vann City Premier League-titeln under den sista omgången, då City slutade på 98 poäng och Liverpool på 97, vilka är de tredje och fjärde högsta Premier League-poängen någonsin.
City och Liverpool mötes för första gången den 1 januari 1896 då Liverpool vann med 3–1. Man har totalt mött varandra 185 gånger där City gått segrande från 48 av dem och Liverpool 88. 
Manchester City har även en mindre rivalitet med Everton, som även de kommer från staden Liverpool.  

## Spelare och tränare

### Spelartrupp

Manchester Citys-trupp före en Uefa Champions League-match 2017. Översta raden, från vänster till höger: Ederson, Walker, De Bruyne, Fernandinho, Stones, Otamendi. Nedre raden, från vänster till höger: Agüero, Sané, David Silva, Delph, Jesus.

| 1  | England   | James Trafford    | 10 oktober 2002 | Burnley (-25)           |
| 13 | England   | Marcus Bettinelli | 14 maj 1992     | Chelsea (-25)           |
| 18 | Tyskland  | Stefan Ortega     | 6 november 1992 | Arminia Bielefeld (-22) |
| 31 | Brasilien | Ederson           | 17 augusti 1993 | Benfica (-17)           |

| 3  | Portugal      | Rúben Dias          | 14 maj 1997      | Benfica (-20)                 |
| 5  | England       | John Stones         | 28 maj 1994      | Everton (-16)                 |
| 6  | Nederländerna | Nathan Aké          | 18 februari 1995 | Bournemouth (-20)             |
| 21 | Algeriet      | Rayan Aït-Nouri     | 6 juni 2001      | Wolverhampton Wanderers (-25) |
| 24 | Kroatien      | Joško Gvardiol      | 23 januari 2002  | RB Leipzig (-23)              |
| 25 | Schweiz       | Manuel Akanji       | 19 juli 1995     | Borussia Dortmund (-22)       |
| 45 | Uzbekistan    | Abdukodir Khusanov  | 29 februari 2004 | Lens (-25)                    |
| 82 | England       | Rico Lewis          | 21 november 2004 | Manchester City FC            |
| 97 | England       | Josh Wilson-Esbrand | 26 december 2002 | West Ham United (-19)         |

| 4  | Nederländerna | Tijjani Reijnders | 29 juli 1998    | Milan (-25)                   |
| 8  | Kroatien      | Mateo Kovačić     | 6 maj 1994      | Chelsea (-23)                 |
| 10 | Frankrike     | Rayan Cherki      | 17 augusti 2003 | Lyon (-25)                    |
| 11 | Belgien       | Jérémy Doku       | 27 maj 2002     | Rennes (-23)                  |
| 14 | Spanien       | Nico González     | 3 januari 2002  | Porto (-25)                   |
| 16 | Spanien       | Rodri             | 22 juni 1996    | Atlético Madrid (-19)         |
| 19 | Tyskland      | İlkay Gündoğan    | 24 oktober 1990 | Barcelona (-24)               |
| 20 | Portugal      | Bernardo Silva    | 10 augusti 1994 | Monaco (-17)                  |
| 26 | Brasilien     | Savinho           | 10 april 2004   | Troyes (-24)                  |
| 27 | Portugal      | Matheus Nunes     | 27 augusti 1998 | Wolverhampton Wanderers (-23) |
| 30 | Argentina     | Claudio Echeverri | 2 januari 2006  | River Plate (-24)             |
| 33 | England       | Nico O'Reilly     | 21 mars 2005    | Manchester City FC            |
| 44 | England       | Kalvin Phillips   | 2 december 1995 | Leeds United (-22)            |
| 47 | England       | Phil Foden        | 28 maj 2000     | Manchester City FC            |
| 52 | Norge         | Oscar Bobb        | 12 juli 2003    | Vålerenga (-19)               |

| 7 | Egypten | Omar Marmoush  | 7 februari 1999 | Eintracht Frankfurt (-25) |
| 9 | Norge   | Erling Haaland | 21 juli 2000    | Borussia Dortmund (-22)   |

### Utlånade spelare
| Nr | Land      | Pos | Namn                                             |
| -- | --------- | --- | ------------------------------------------------ |
| 22 | Brasilien | F   | Vitor Reis (i Girona till 30 juni 2026)          |
| 66 | England   | F   | Jahmai Simpson-Pusey (i Celtic till 31 maj 2026) |
| 67 | England   | A   | Divin Mubama (i Stoke City till 31 maj 2026)     |
| 68 | England   | F   | Max Alleyne (i Watford till 31 maj 2026)         |

| Nr | Land         | Pos | Namn                                            |
| -- | ------------ | --- | ----------------------------------------------- |
| 94 | England      | F   | Finley Burns (i Reading till 31 maj 2026)       |
| -  | Sierra Leone | F   | Juma Bah (i Nice till 30 juni 2026)             |
| -  | England      | MF  | Jack Grealish (i Everton till 31 maj 2026)      |
| -  | Norge        | MF  | Sverre Nypan (i Middlesbrough till 31 maj 2026) |

### Nyförvärv/förluster 2025/26
In:
- Rayan Aït-Nouri från Wolverhampton Wanderers
- Marcus Bettinelli från Chelsea
- Tijjani Reijnders från AC Milan
- Rayan Cherki från Lyon
- James Trafford från Burnley

Ut:
- Kevin De Bruyne till Napoli
- Scott Carson
- Kyle Walker till Burnley
- James McAtee till Nottingham Forest

### Tränare
| Position             | Namn                 |
| -------------------- | -------------------- |
| Huvudtränare         | Pep Guardiola        |
| Assisterande tränare | Kolo Touré           |
| Assisterande tränare | Pepijn Lijnders      |
| Videoanalytiker      | Carles Planchart     |
| Målvaktstränare      | Xabier Mancisidor    |
| Målvaktstränare      | Richard Wright       |
| Fystränare           | Lorenzo Buenaventura |

### Pensionerade nummer
| Nr | Land    | Pos | Namn            |
| -- | ------- | --- | --------------- |
| 23 | Kamerun | MF  | Marc-Vivien Foé |

### Utvecklingslag

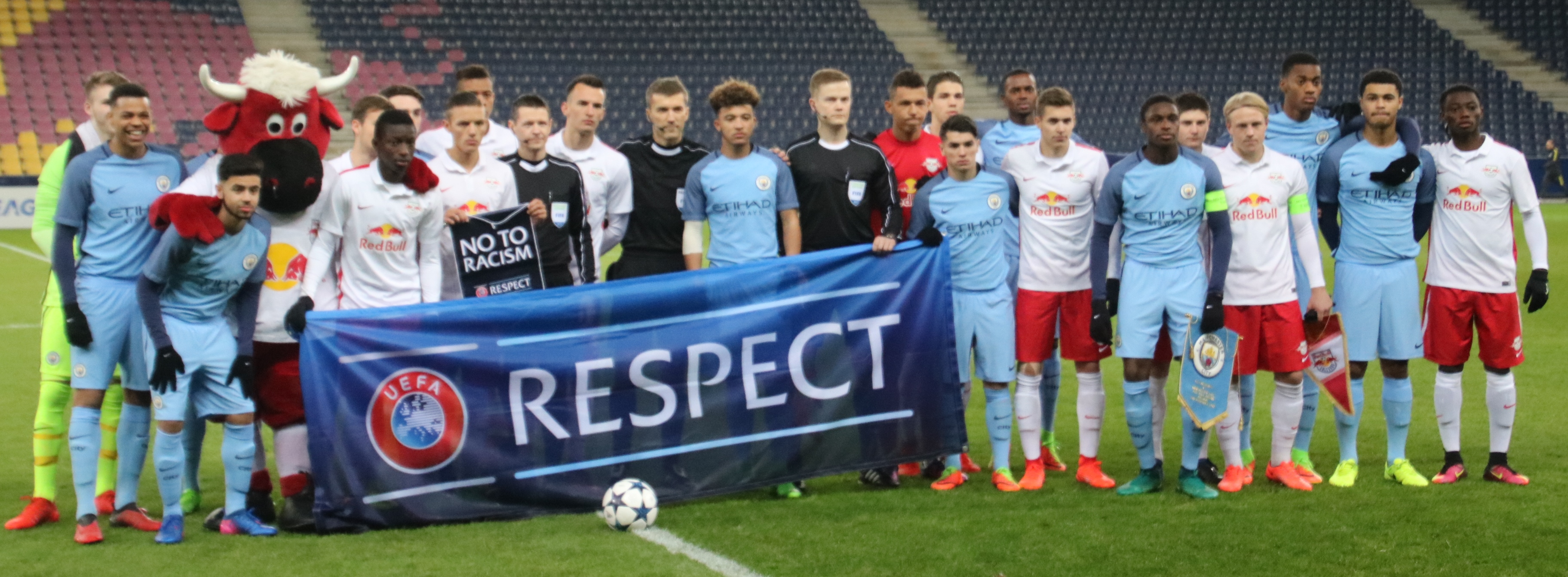
Manchester Citys U19 och FC Salzburgs U19, februari 2017.

| Nr | Land    | Pos | Namn                      |
| -- | ------- | --- | ------------------------- |
| 50 | England | MF  | Kian Breckin (-03)        |
| 51 | England | F   | Isaac Smith (-05)         |
| 57 | Ungern  | MF  | Michael Okeke (-05)       |
| 60 | England | A   | Tai Sodje (-03)           |
| 64 | England | MF  | Isaiah Dada-Mascoll (-06) |
| 65 | England | A   | Will Dickson (-04)        |

| Nr | Land      | Pos | Namn                      |
| -- | --------- | --- | ------------------------- |
| 77 | England   | A   | Justin Oboavwoduo (-06)   |
| 81 | England   | A   | Jaden Heskey (-05)        |
| 85 | Tyskland  | A   | Farid Alfa-Ruprecht (-06) |
| 95 | England   | F   | Lakyle Samuel (-06)       |
| 99 | Skottland | MF  | Farid Alfa-Ruprecht (-05) |

#### Utlånade spelare
| Nr | Land      | Pos | Namn                                                       |
| -- | --------- | --- | ---------------------------------------------------------- |
| 37 | Brasilien | A   | Kayky (i Bahia till 30 juni 2025)                          |
| 39 | Brasilien | F   | Yan Cuoto (i Borussia Dortmund till 30 juni 2025)          |
| 56 | England   | MF  | Jacob Wright (i Norwich City till 30 juni 2025)            |
| 70 | England   | F   | Jadel Katongo (i Peterborough United till 30 juni 2025)    |
| 73 | England   | A   | Joel Ndala (i PSV Eindhoven till 30 juni 2025)             |
| 74 | Finland   | F   | Tomas Galvez (i LASK till 30 juni 2025)                    |
| 76 | Spanien   | MF  | Mahamadou Susoho (i Peterborough United till 30 juni 2025) |

| Nr | Land         | Pos | Namn                                              |
| -- | ------------ | --- | ------------------------------------------------- |
| 78 | Burkina Faso | F   | Issa Kaboré (i Werder Bremen till 30 juni 2025)   |
| 79 | England      | F   | Luke Mbete (i Northampton Town till 30 juni 2025) |
| 86 | England      | F   | Callum Doyle (i Norwich City till 30 juni 2025)   |
| 88 | England      | MV  | True Grant (i Buxton till 30 juni 2025)           |
| 94 | England      | F   | Finley Burns (i Hull City till 30 juni 2025)      |

### Akademilag
| Nr | Land      | Pos | Namn                            |
| -- | --------- | --- | ------------------------------- |
| 53 | England   | F   | Ezra Carrington (-05)           |
| 81 | England   | A   | Jaden Heskey (-05)              |
| 85 | Tyskland  | A   | Farid Alfa-Ruprecht (-06)       |
| 90 | England   | F   | Kian Noble (-07)                |
| 98 | England   | A   | Matty Warhurst (-06)            |
| 99 | Skottland | A   | Emilio Lawrence (-05)           |
| -  | England   | A   | Ashton Muir (-05)               |
| -  | England   | A   | Brooklyn Nfonkeu (-07)          |
| -  | England   | MF  | Charlie Gray (-06)              |
| -  | England   | A   | Christian Dunbar-McDonald (-07) |
| -  | England   | MF  | Dan Batty (-06)                 |

| Nr | Land    | Pos | Namn                       |
| -- | ------- | --- | -------------------------- |
| -  | England | MF  | Divine Mukasa (-07)        |
| -  | England | MF  | Femi Fapetu (-07)          |
| -  | England | F   | Harrison Parker (-06)      |
| -  | England | MV  | Jack Wint (-06)            |
| -  | England | A   | Luca Fletcher (-07)        |
| -  | England | F   | Matty Henderson-Hall (-06) |
| -  | Wales   | F   | Rhys Thomas (-06)          |
| -  | England | F   | Seb Naylor (-05)           |
| -  | England | MV  | Spike Brits (-07)          |
| -  | England | F   | Stephen Mfuni (-08)        |

### Hall of Fame
Följande spelare är med i Manchester Citys Hall of Fame och är listade efter deras A-lagsdebut i Manchester City (år inom parentes):
- –1920:  Billy Meredith (1894),  Tommy Johnson (1919).
- 1920-talet:  Sam Cowan (1924),  Eric Brook (1928),  Fred Tilson (1928),  Ernie Toseland (1928).
- 1930-talet:  Frank Swift (1933),  Peter Doherty (1936).
- 1940-talet:  Roy Clarke (1946),  Johnny Hart (1947),  Bernhard Trautmann (1949).
- 1950-talet:  Ken Barnes (1950),  Roy Paul (1950),  Alan Oakes (1958).
- 1960-talet:  Neil Young (1961),  Mike Doyle (1965),  Mike Summerbee (1965),  Colin Bell (1966),  Tony Book (1966),  Francis Lee (1967),  Joe Corrigan (1967).
- 1980-talet:  Alex Williams (1980),  Paul Lake (1987).
- 1990-talet:  Niall Quinn (1990),  Uwe Rösler (1994),  Shaun Goater (1998).

### Utländska spelare
Listkriterier:
- Listan inkluderar alla icke-brittiska spelare (som ej kommer ifrån England, Nordirland, Skottland, Wales eller Irland) som representerat klubben.

- Listan inkluderar enbart spelare som representerat klubben i ligamatcher.

| Afrika - Rayan Aït-Nouri (2025-) - Djamel Belmadi (2003) - Ali Benarbia (2001-2003) - Riyad Mahrez (2018-2023) - Omar Marmoush (2025-) - Wilfried Bony (2015-2017) - Abdul Razak (2011-2013) - Kolo Touré (2009-2013) - Yaya Touré (2010-2018) - Marc-Vivien Foé (2002-2003) - Lucien Mettomo (2001-2003) - George Weah (2000) - Dickson Etuhu (2000-2002) - Kelechi Iheanacho (2015-2017) - Emmanuel Adebayor (2009-2012) - Hatem Trabelsi (2006-2007) - Benjani Mwaruwari (2008-2010) Asien - Sun Jihai (2002-2008) - Abdukodir Khusanov (2025-) Europa - Dedryck Boyata (2009-2015) - Kevin De Bruyne (2015-2025) - Jérémy Doku (2023-) - Vincent Kompany (2008-2019) - Émile Mpenza (2007-2008) - Daniel Van Buyten (2004) - Edin Džeko (2011-2015) - Valeri Bojinov (2007-2010) - Martin Petrov (2007-2010) - Mikkel Bischoff (2002-2006) - Ronnie Ekelund (1995-1996) - Niclas Jensen (2002-2003) - Kasper Schmeichel (2005-2009) - Peter Schmeichel (2002-2003) - Kevin Stuhr Ellegaard (2002-2005) - Nicolas Anelka (2002-2005) - Laurent Charvet (2000-2002) - Rayan Cherki (2025-) - Gaël Clichy (2011-2017) - Ousmane Dabo (2006-2008) - Sylvain Distin (2002-2007) - Eliaquim Mangala (2014-2019) - Benjamin Mendy (2017-2023) - Samir Nasri (2011-2017) - Bacary Sagna (2014-2017) - Antoine Sibierski (2003-2006) - Alioune Touré (2001-2002) - Patrick Vieira (2010-2011) - Gunnar Nielsen (2009-2012) - Mikheil Kavelashvili (1995-1997) - Georgi Kinkladze (1995-1998) - Murtaz Shelia (1997-2000) - Kakhaber Tskhadadze (1998-2000) - Georgios Samaras (2006-2008) - Tal Ben Haim (2008-2009) - Eyal Berkovic (2001-2004) - Bernardo Corradi (2006-2008) | - Mario Balotelli (2010-2013) - Rolando Bianchi (2007-2008) - Ivan Golac (1983) - Dragoslav Stepanović (1979-1981) - Bersant Celina (2014-2018) - Vedran Ćorluka (2007-2008) - Joško Gvardiol (2023-) - Mateo Kovačić (2023-) - Stevan Jovetić (2013-2015) - Stefan Savić (2011-2012) - Nathan Aké (2020-) - Paul Bosvelt (2003-2005) - Nigel de Jong (2009-2012) - Alfons Groenendijk (1993-1994) - Danny Hoekman (1991-1992) - Kiki Musampa (2005-2006) - Tijjani Reijnders (2025-) - Karim Rekik (2011-2015) - Michel Vonk (1992-1995) - Gerard Wiekens (1997-2004) - Oscar Bobb (2023-) - Åge Hareide (1981-1982) - Erling Haaland (2022-) - Alf-Inge Håland (2000-2003) - Abdisalam Ibrahim (2007-2014) - Kåre Ingebrigtsen (1992-1994) - Egil Østenstad (2001) - Kazimierz Deyna (1978-1981) - João Cancelo (2019-2024) - Rúben Dias (2020-) - Matheus Nunes (2023-) - Bernardo Silva (2017-) - Costel Pantilimon (2011-2014) - Andrei Kanchelskis (2001) - Manuel Akanji (2022-) - Gélson Fernandes (2007-2009) - Giuseppe Mazzarelli (1996) - Aleksandar Kolarov (2010-2017) - Matija Nastasić (2012-2015) - Vladimír Weiss (2009-2012) - José Ángel Pozo (2014-2015) - Angeliño (2014-2018; 2019-2021) - Brahim Díaz (2016-2019) - Aleix García (2015-2020) - Eric García (2018-2021) - Javi García (2012-2014) - Javier Garrido (2007-2010) - Sergio Gómez (2022-2024) - Nico González (2025-) - Aymeric Laporte (2018-2023) - Jesús Navas (2013-2017) - Álvaro Negredo (2013-2015) - Nolito (2016-2017) - Albert Riera (2006) - Rodri (2019-) - David Silva (2010-2020) - Ferran Torres (2020-2021) - Andreas Isaksson (2006-2008) - Jérôme Boateng (2010-2011) - Michael Frontzeck (1995-1997) | - Maurizio Gaudino (1994-1995) - İlkay Gündoğan (2016-2023; 2024–) - Dietmar Hamann (2006-2009) - Eike Immel (1995-1997) - Steffen Karl (1994) - Stefan Ortega (2022-) - Uwe Rösler (1994-1998) - Leroy Sané (2016-2020) - Michael Tarnat (2003-2004) - Bernhard Trautmann (1949-1964) - Oleksandr Zintjenko (2016-2022) - Márton Fülöp (2010) Nordamerika - Shaun Goater (1998-2003) - Paulo Wanchope (2000-2004) - David Sommeil (2002-2006) - Walter Bowman (1893-1899) - Terry Dunfield (2000-2002) - Christian Negouai (2001-2005) - Nery Castillo (2008-2009) - Gerry Baker (1960-1961) - DaMarcus Beasley (2006-2007) - Zack Steffen (2019-2024) - Claudio Reyna (2003-2007) Oceanien - Danny Allsopp (1998-2000) - Simon Colosimo (2001-2002) - Danny Tiatto (1998-2004) - Jason van Blerk (1997-1998) - Chris Killen (1999-2002) Sydamerika - Sergio Agüero (2011-2021) - Julián Álvarez (2022-2024) - Willy Caballero (2014-2017) - Martin Demichelis (2013-2016) - Claudio Echeverri (2025-) - Nicolás Otamendi (2015-2020) - Máximo Perrone (2023-2025) - Carlos Tevez (2009-2013) - Pablo Zabaleta (2008-2017) - Danilo (2017-2019) - Ederson (2017-) - Elano (2007-2009) - Fernandinho (2013-2022) - Fernando (2014-2017) - Geovanni (2007-2008) - Gláuber (2008-2009) - Gabriel Jesus (2017-2022) - Jô (2008-2011) - Kayky (2022-2025) - Maicon (2012-2013) - Vitor Reis (2025-) - Robinho (2008-2010) - Savinho (2024-) - Sylvinho (2009-2010) - Claudio Bravo (2016-2020) - David Pizarro (2012) - Felipe Caicedo (2008-2011) - Roque Santa Cruz (2009-2013) |

### 10 dyraste nyförvärv

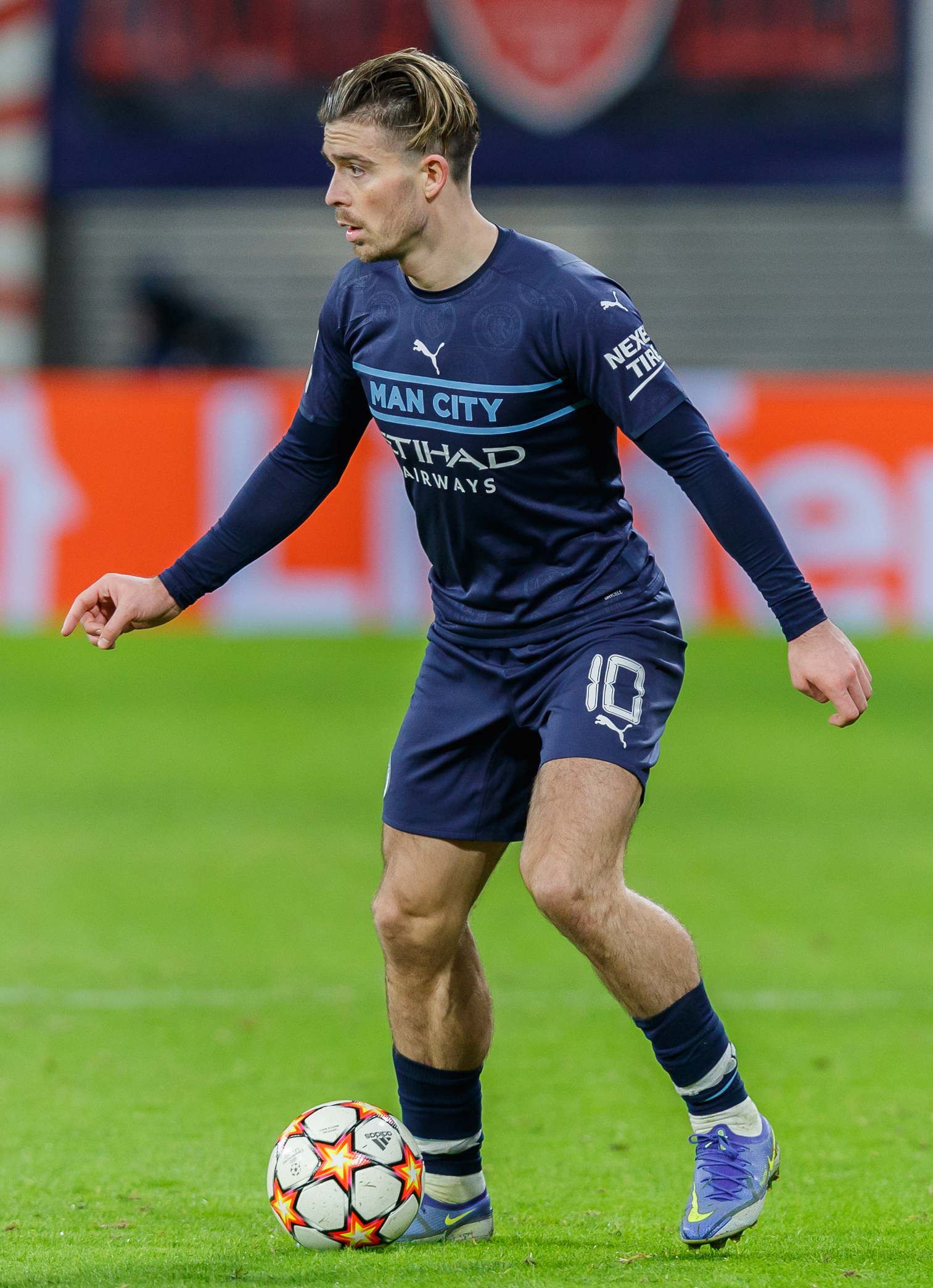
Jack Grealish är klubbens dyraste köp någonsin.

## Meriter

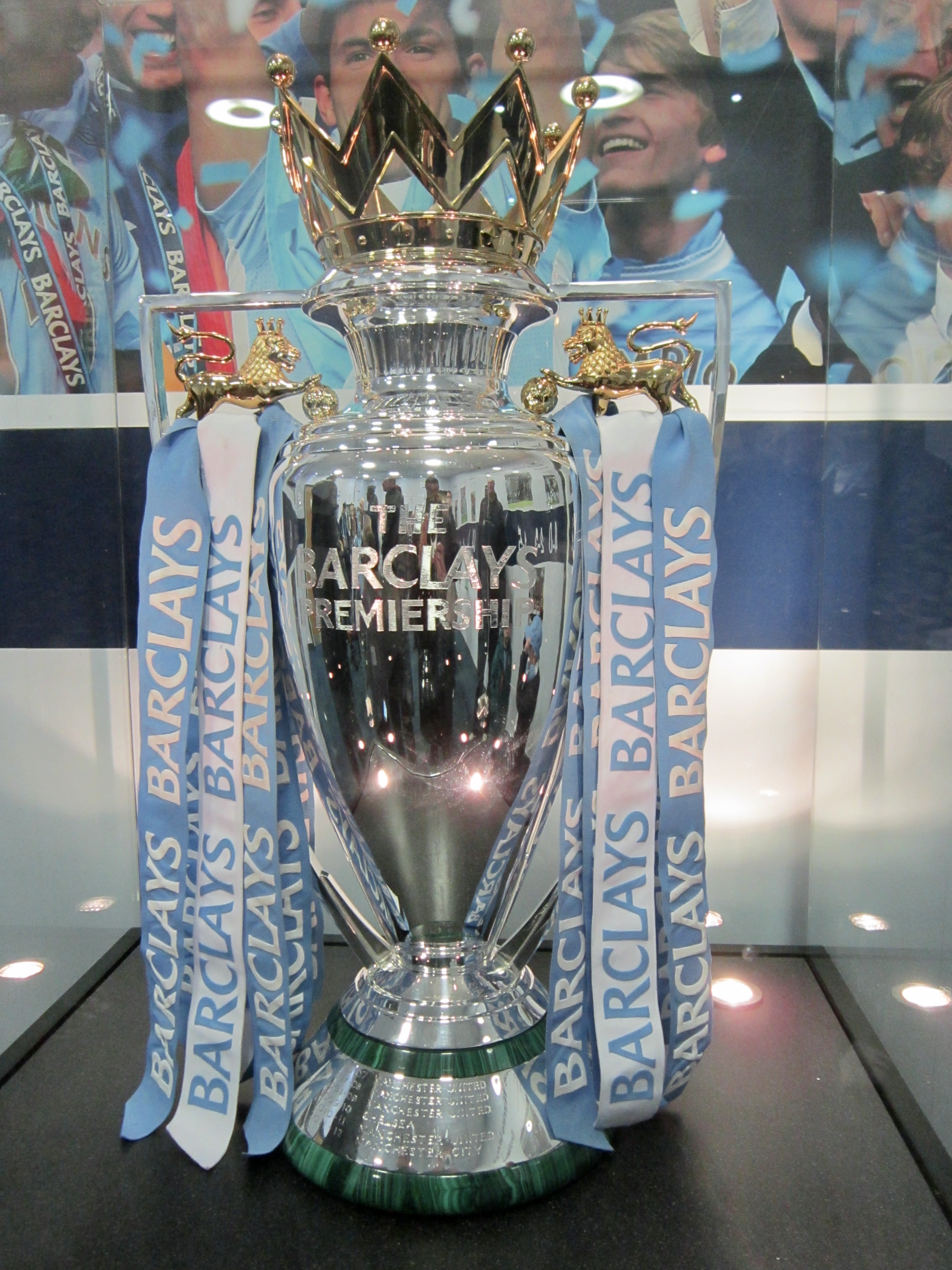
Manchester City har vunnit den engelska högsta ligan tio gånger. Sedan Premier League grundades år 1992 har man vunnit den åtta gånger.

### Dubbeln och Trippeln

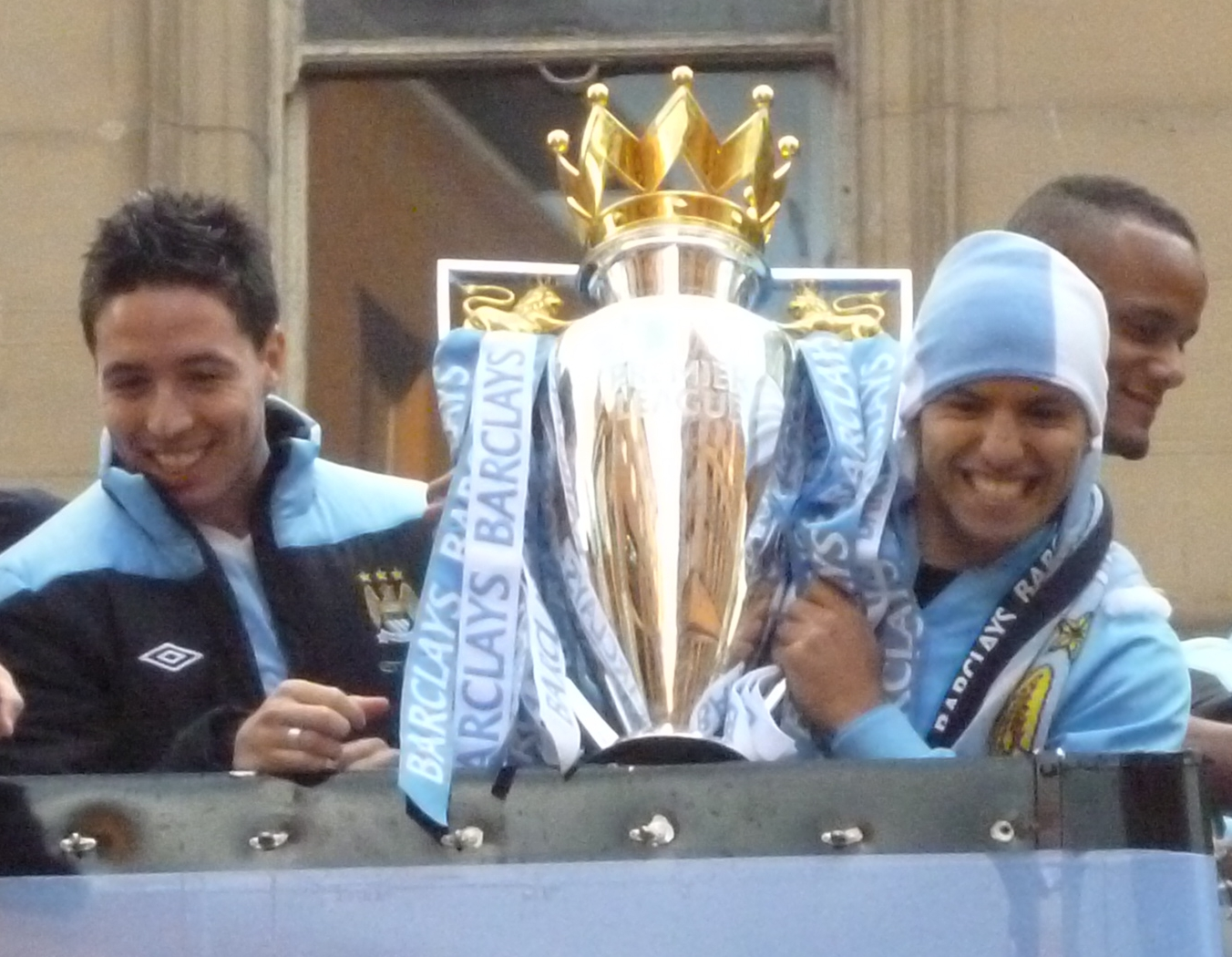
Samir Nasri (vänster) och Sergio Agüero (höger) med Premier League-pokalen, 14 maj 2012.